# 1738
Het jaar 1738 is het 38e jaar in de 18e eeuw volgens de christelijke jaartelling.

## Gebeurtenissen
januari
- 18 - Ramp met het slavenschip Leusden op de Marowijne in Suriname. Hierbij komen 702 mensen om, meer dan ooit op enig ander Nederlands schip.

februari
- 5 - Executie te Stuttgart van de Joodse bankier Joseph Süß Oppenheimer, jarenlang de financiële raadsman van de hertog van Württemberg..

april
- 28 - Paus Clemens XII publiceert de bul In Eminenti Apostolatus Specula, waarin hij de vrijmetselarij veroordeelt. Het wordt katholieken verboden lid te worden van een loge op straffe van excommunicatie.

mei
- 25 - Na een reeks van incidenten en schermutselingen sluiten de Amerikaanse kolonies Pennsylvania en Maryland een voorlopig grensverdrag. Zie Mason-Dixonlijn

september
- 26 - De Schotse filosoof David Hume sluit een contract met de Londense uitgever John Noon voor de uitgave van zijn Tractaat over de menselijke natuur.

november
- 18 - Met het Verdrag van Wenen komt er een einde aan de Poolse Successieoorlog.

december
- 9 - De joden worden verdreven uit Breslau.

## Beeldende kunst

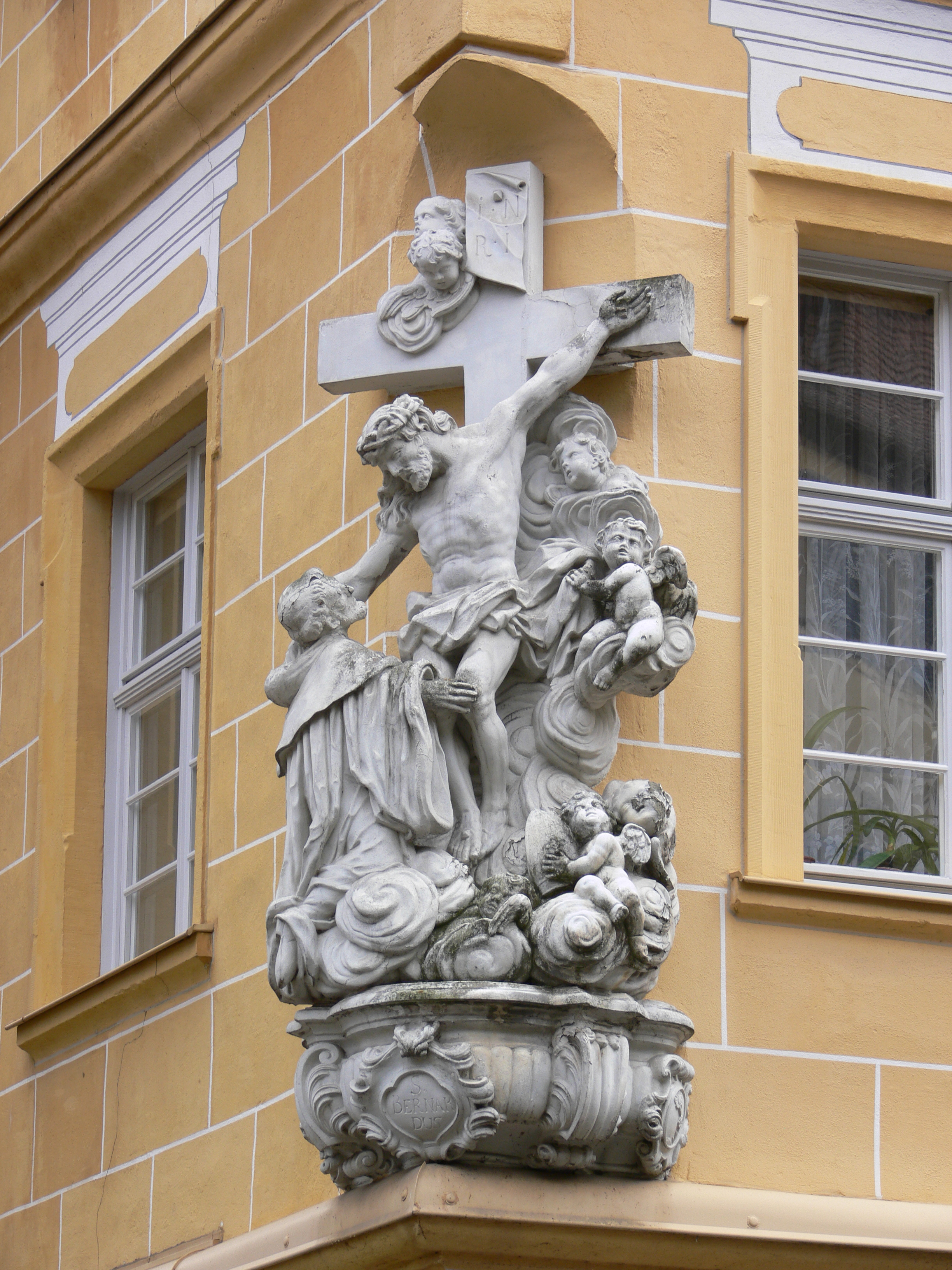
Bernhardkreuz, Bamberg (1738) Daniel Friedrich Humbach

## Bouwkunst

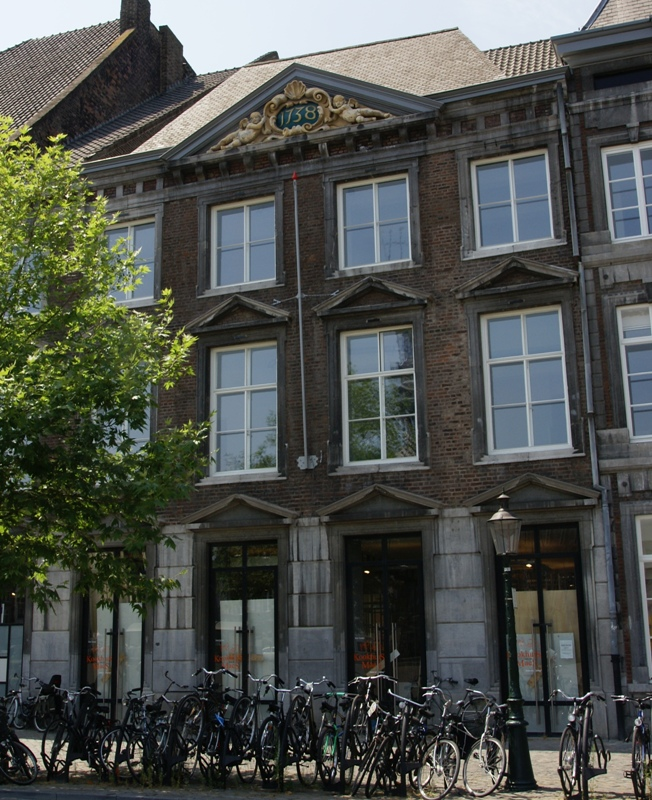
Herenhuis, Maastricht (1738)

## Geboren
februari
- 4 - Joachim Wilhelm von Brawe, Duits toneelschrijver (overleden 1758)

april
- 23 - Frederik August van Nassau-Usingen, hertog van Nassau (overleden 1816)

juni
- 4 - George III, koning van Groot-Brittannië en Ierland (overleden 1820)
- 17 - Andreas Bonn, Nederlands arts en hoogleraar (overleden 1817)

juli
- 24 - Betje Wolff, Nederlandse schrijfster (overleden 1804)

september
- 20 - Jeroným Brixi, Boheems componist en organist (overleden 1803)

november
- 15 - William Herschel, Duits-Brits astronoom, componist, organist en muziekleraar (overleden 1822)

december
- 14 gedoopt - Jan Evangelista Antonín Koželuh, Boheems componist, dirigent, muziekpedagoog en organist (overleden 1814)

## Overleden
januari
- 17 - Jean-François Dandrieu (~55), Frans orgelcomponist

maart
- 25 - Turlough O'Carolan (~68), Iers componist

oktober
- 11 - Charlotte Amalia van Nassau-Dillenburg (58), regentes van Nassau-Usingen en Nassau-Saarbrücken